# Josef Maß
Josef Maß (* 6. Dezember 1936 in Rottenburg an der Laaber; † 10. Januar 2006 in München) war ein deutscher Historiker (Kirchengeschichtler) und römisch-katholischer Geistlicher des Erzbistums München und Freising.

## Leben

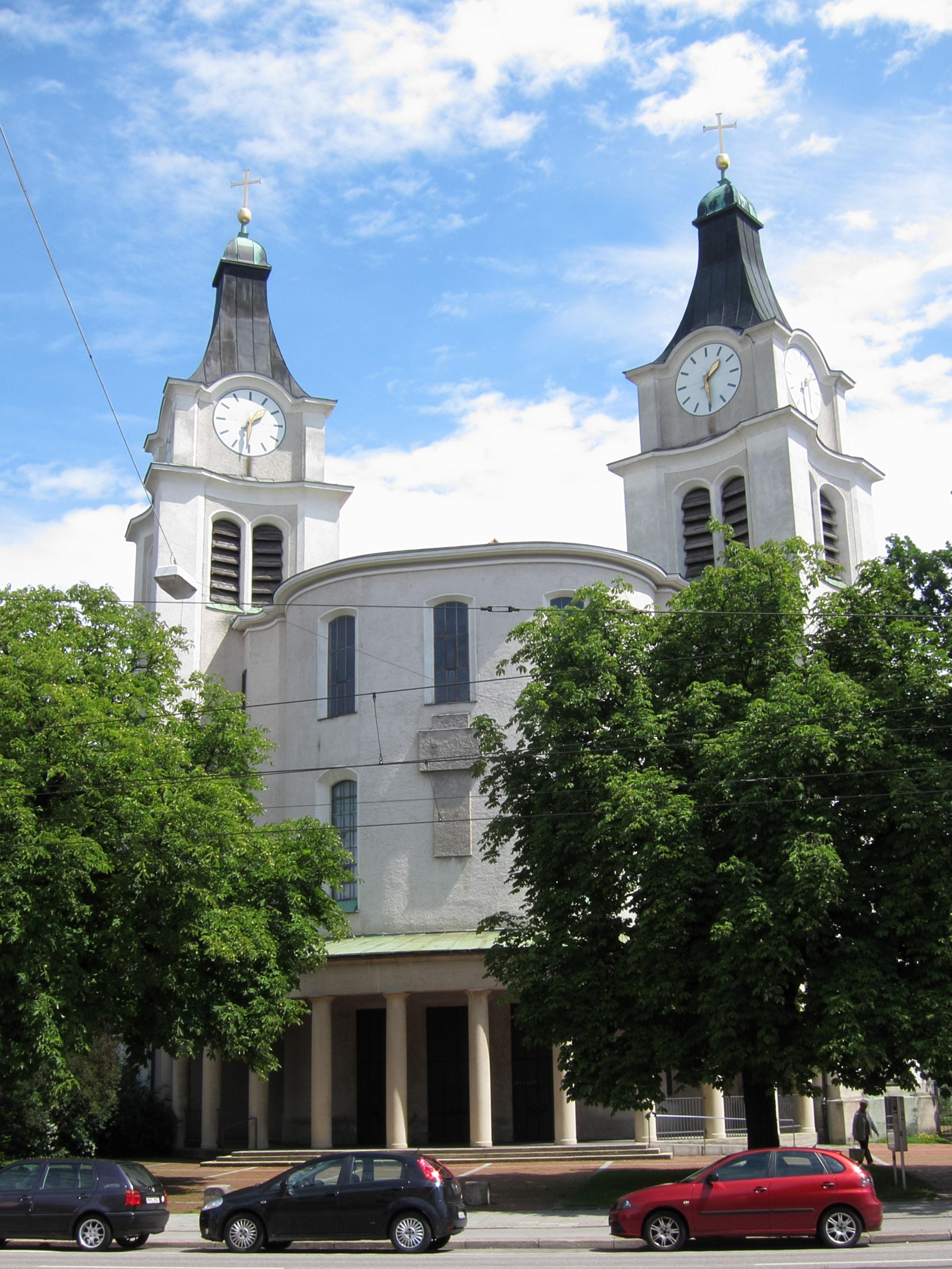
Kirche Christkönig in München-Nymphenburg

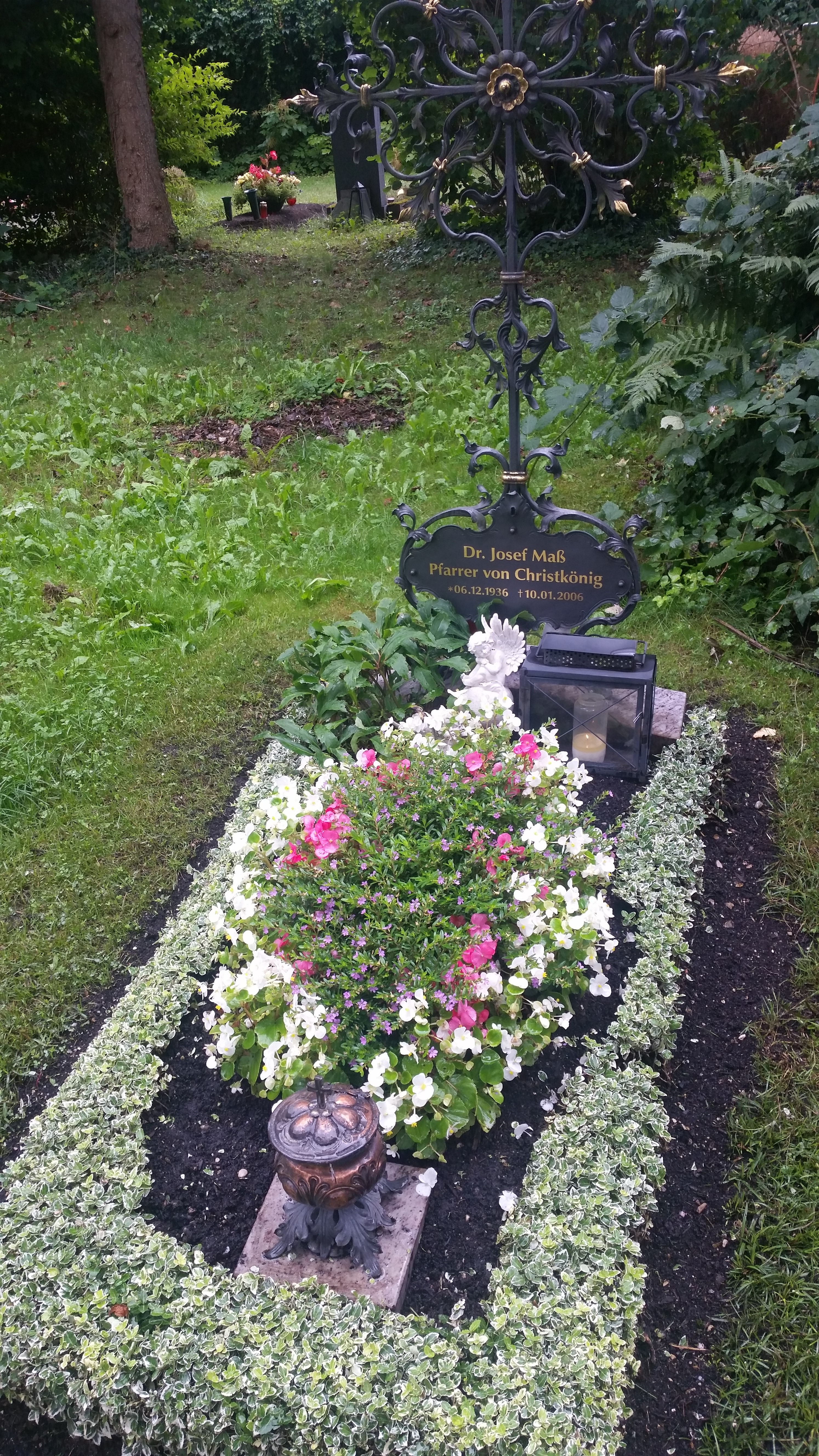
Grab von Josef Maß auf dem Nymphenburger Friedhof in München

Nach einem Studium der Philosophie und der katholischen Theologie wurde Maß 1962 in Freising von Julius Döpfner zum Priester ordiniert. Er promovierte 1969 in Kirchengeschichte mit einer Arbeit über das Bistum Freising in der späten Karolingerzeit. Von 1973 bis zu seinem Tod 2006 leitete er als Pfarrer die Pfarrei Christkönig in München-Nymphenburg.

## Werke (Auswahl)

### Publikationen in Buchform
- Das Bistum Freising in der späten Karolingerzeit. Die Bischöfe Anno (854–875), Arnold (875–883) und Waldo (884–906), (= Studien zur altbayerischen Kirchengeschichte, Band 2), München 1969, (zugleich Hochschulschrift München, Theologische Fakultät, Dissertation vom 10. Mai 1969).
- (Hrsg.) (im Auftrag des Erzbischöflichen Ordinariates München.) Zeugen des Glaubens. Die Heiligen im Diözesankalender der Erzbistums München und Freising, München 1974, ISBN 978-3-7698-0203-0.[3]
- mit Sigmund Benker: Freising in alten Ansichten. Vom späten Mittelalter bis zum Ende des Hochstifts (= Historischer Verein Freising (Hrsg.): Sammelblatt des Historischen Vereins Freising, Band 28), Freising 1976.[4]
- (Autor), Verein für Diözesangeschichte von München und Freising (Hrsg.): Das Bistum Freising im Mittelalter (= Geschichte des Erzbistums München und Freising, Band 1) (Wewelbuch, Band 153), München 1986, ISBN 978-3-87904-153-4.[5]
- Christkönig München-Nymphenburg (= Kleine Kunstführer, Nr. 1987), 2. Auflage, Regensburg 2003, ISBN 978-3-7954-5709-9.

### Beiträge in Sammelwerken
- Der heilige Korbinian – Patron des Erzbistums München und Freising. In: August Leidl (Hrsg.), Bistumspatrone in Deutschland. Festschrift für Jakob Torsy zum 9. Juni / 28. Juli 1983, München / Zürich 1984, ISBN 978-3-7954-0364-5, S. 131–136.
- Sterben und Tod aus der Sicht eines katholischen Pfarrers. In: Sigrid Metken (Hrsg., Zwischentexte und Katalognotizen), Münchner Stadtmuseum (Hrsg.): Die letzte Reise. Sterben, Tod u. Trauersitten in Oberbayern (zugleich Katalog der gleichnamigen Ausstellung im Münchner Stadtmuseum vom 4. Juli – 9. September 1984). Verlag Hugendubel, München 1984, ISBN 978-3-88034-247-7, S. 9–11[6]

### Zeitschriftenartikel
- Das Grab Bischof Lantberts von Freising. In: Beiträge zur altbayerischen Kirchengeschichte (BAK), Jahrgang 28, 1974, S. 73–80.
- H.H. Geistl. Rat Matthias Mayer in memoriam. In: BAK, Jahrgang 37, 1988, S. 185–188.
- Verein für Diözesangeschichte München und Freising 1924–1999. In: BAK, S. 7–12 Jahrgang 44, 1999, S. 7–12.[7]
- Eine Freisinger Synodenpredigt des 10. Jahrhunderts. In: BAK, Jahrgang 47, 2003, S. 9–31.[8]
- Der hl. Bonifatius und das Bistum Freising. In: BAK, Jahrgang 48, 2005, S. 9–27.[9]
- Vor 150 Jahren in der Münchner Michaelshofkirche. In: Münchener katholische Kirchenzeitung, Jahrgang 64, 1971, (17. Oktober 1971), S. 12–14.

### Lexikonartikel
- Heiliger Sigismund. König der Burgunder, Märtyrer – 2. Mai. In: Zeugen im Glauben. In: Heilige, Selige und Märtyrer aus dem Erzbistum München und Freising, Internet-Auftritt der Erzdiözese.[10]